# Obala Hrvatskog narodnog preporoda
Obala Hrvatskog narodnog preporoda, Splitska riva ili Riva je splitska pješačka ulica posvećena Hrvatskom narodnom preporodu iz 18. i 19. stoljeća. Današnji je oblik počela dobivati zahvaljući vladavini Francuskog Carstva, odnosno zbog naredbe maršala Marmonta iz 1807. godine. Nastala je iz obrambene strategije tadašnje Francuske, koji u strahu od preuzimanja grada s mora od UK-a i Ruskog Carstva, maršal Marmont naredio je rušenje južnog dijela mletačkog kaštela na Obali, zapadnog polubastiona San Antonio i kortina između tog polubastiona i bastiona Priuli. Do 1990.-ih bila je prometna ulica od kad je prevorena u pješačku zonu.

## Povijest

### Vegetacija
U Splitu se od 1910. počelo raspravljati o sadnjama palmi duž Francuske obale te uklanjanju postojećeg drvoreda murvi. Tako su se prve palme na splitskoj Rivi počele saditi u razdoblju od 1920. do 1922. zbog ugođaja Mediterana iz turističkih razloga.
Posljednja, koja je ujedno bila i najstarija palma iz razdoblja od 1927. godine, bila je posađena 1928. godine na splitskoj Rivi, posječena je zbog bolesti 2003. godine. Visoka je bila oko 18 metara. Na njenom je mjestu je posađena nova palma vrste Kanarske datulje.

## Manifestacije
Na Obali Hrvatskog narodnog preporoda redovno se održavajaju novogodišnji koncerti, obilježavaju koncert na Dan grada Splita, dočekuju se uspjesi sportaša poput Gorana Ivaniševića, proslave nekog novog naslova splitskog Hajduka, KK Splita, olimpijaca i ostalih sportaša. Na rivi se nekoliko desetljeća održavaju i politički forumi gdje se oslikavaju političke prilike u kojima se nalazi Split.

### Sportski dočeci
Tenisača Gorana Ivaniševića nakon pobjede u finalu Wimbledona 2001. nad Patrickom Rafterom na Rivi ga je dočekalo više od 100 tisuća ljudi.